# 五叶老鹳草
五叶老鹳草（学名：Geranium delavayi）是牻牛儿苗科老鹳草属的植物，为中国的特有植物。分布在中国大陆的四川、云南等地，生长于海拔2,300米至4,100米的地区，多生于山地草甸，目前尚未由人工引种栽培。

## 别名
观音倒座草（大理）